# Palacio de Anleo

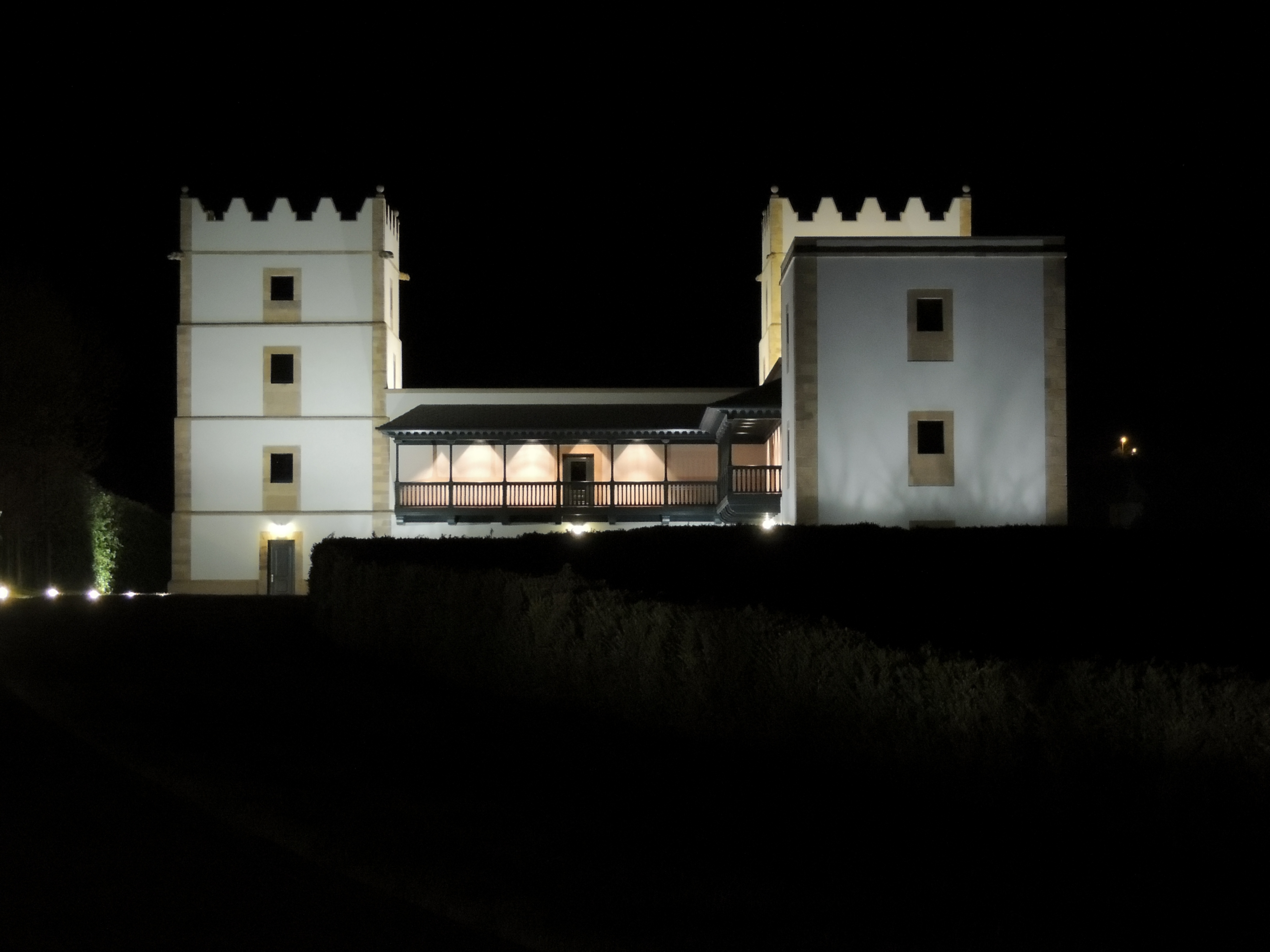
Vista nocturna desde la entrada principal

El Palacio de Anleo está situado en la localidad de Anleo, en el concejo asturiano de Navia.
La fundación del edificio se remonta al siglo XIII como casona palaciega de los señores de Navia posteriores marqueses de Santa Cruz de Marcenado. 
El edificio representa una estructura en forma de «L» con tres torres de diferentes tamaños.
La torre del lado suroeste es anterior a la fundación del palacio y según se cuenta dio cobijo a San Francisco de Asís en su peregrinación a Santiago de Compostela en los inicios del siglo XIII.
En 1520 sufre su primera destrucción al iniciarse un incendio que destruye completamente el palacio. Hasta 1704 no se vuelve a reedificar. 
En los años 1950 era propiedad de Margarita Navia-Osorio y Rodríguez San Pedro -quien lo había heredado de su padre el Marqués de Santa Cruz de Marcenado- y se lo legó en testamento a su hijo varón Ramón Cavanilles y Navia-Osorio.
El palacio se encuentra en proceso de rehabilitación.
Está declarado como Monumento Histórico Artístico siendo Bien de interés cultural de Asturias.